# 静間駅
静間駅（しずまえき）は、島根県大田市静間町にある、西日本旅客鉄道（JR西日本）山陰本線の駅である。

## 歴史
- 1926年（大正15年）9月16日：鉄道省山陰本線石見大田駅（現・大田市駅） - 五十猛駅間に新設[1]。客貨取扱開始[1]。
- 1973年（昭和48年）6月15日：貨物取扱廃止[1]。
- 1977年（昭和52年）6月20日：荷物扱い廃止[1]、無人駅化[2]。
- 1987年（昭和62年）4月1日：国鉄分割民営化に伴い、西日本旅客鉄道（JR西日本）の駅となる[1]。

## 駅構造
益田方面に向かって右側に単式ホーム1面1線を有する地上駅（停留所）。路盤を挟んで反対側に2001年3月まで使用されていた島式ホーム遺構がある。木造駅舎を備える。
駅舎本屋が木造に対し、待合室と扉1つで繋がるトイレは最近増築されたもので、障害者用も備えた明るく近代的な構造となっている。また本屋東半、以前の駅事務室は2000年4月に「静間駅会館」として改築され、地元での交歓に役立っている。
浜田鉄道部管理の無人駅。
なお、駅開業前の1920年（大正9年）に2キロほど南にあった2つの鉱山（松代・鬼村鉱山）で採掘された鉱石を運ぶ人力の貨物用トロッコ「静間軌道」が開通したが、当初は駅がなかったため日本海に面した和江港で船積みしていた。1926年の静間駅の開業により鉱石は当駅から貨物列車を利用して運搬されるようになったが、鉱山と結ぶ静間軌道は1940年頃に廃止された。

## 利用状況
2022年度の1日平均乗車人員は29人である。2004年度は66人、1994年度は98人、1984年度は88人だった。
近年の1日平均乗車人員の推移は以下の通り。
| 乗車人員推移 | 乗車人員推移 |
| 年度         | 1日平均人数  |
| ------------ | ------------ |
| 1999         | 72           |
| 2000         | 65           |
| 2001         | 68           |
| 2002         | 71           |
| 2003         | 75           |
| 2004         | 66           |
| 2005         | 62           |
| 2006         | 55           |
| 2007         | 42           |
| 2008         | 38           |
| 2009         | 34           |
| 2010         | 30           |
| 2011         | 35           |
| 2012         | 31           |
| 2013         | 30           |
| 2014         | 26           |
| 2015         | 30           |
| 2016         | 30           |
| 2017         | 34           |
| 2018         | 35           |
| 2019         | 30           |
| 2020         | 30           |
| 2021         | 26           |
| 2022         | 29           |

## 駅周辺
- 静間郵便局
- 大田市立静間小学校
- 魚津海岸
- 静之窟（洞窟）
- 国道9号
- 島根県道321号久利静間線

## 隣の駅
西日本旅客鉄道（JR西日本）
 山陰本線
大田市駅 - 静間駅 - 五十猛駅

#### 統計資料
1. ↑  “島根県統計書”. しまね統計情報データベース.   島根県政策企画局. 2025年2月4日閲覧。